# Алексеј Михајлович Бонч-Брујевич
Алексеј Михајлович Бонч-Брујевич (рус. Алексей Михайлович Бонч-Бруевич; Твер, 23. мај 1916 — Санкт Петербург, 21. мај 2006) је био истакнути совјетски научник-физичар, доктор физичко-математичких наука, професор, добитник Државне награде СССР, дописни члан АН СССР. По њему је назван астероид 12657 Бонч-Брујевич.

## Биографија
Родио се 1916. у Тверу, у породици једног од пионира руске радио-технике, Михаила Александровича.
Од 1932. је радио у лабораторији Лењинградског физичко-техничког института.
Године 1939. је завршио Лењинградски политехнички институт и започео студије на физичко-техничком институту.
Од 1939. до 1946. Алексеј је био у Оружаним снагама, учесник је Великог отаџбинског рата.
После демобилизације 1946. он учествује у радовима на пољу освајања атомске енергије.
Од 1947. је радио у Државном оптичком институту „С. И. Вавилов“ у Лењинграду, где је више од 25 година руководио одељењем физичке оптике, једним од водећих на институту. Учествовао је у изрдади првог ласера на стаклу с неодимом, који је био пуштен у серијску производњу 1964, пре него што је почела у иностранству. Први је у СССР почео систематично проучавање дејства снажног ласерског зрачења на апсорбујућу материју, установио је основне законе тих процеса и развио теорију ове појаве, што је довело до настајања нове области физике ласера и њеној примени у оптичкој обради материјала.
У даљем раду бавио се ласерском термо-хемијом, површинским електромагнетним таласима оптичког дијапазона и оптичком томографијом.
Под Алексејевим руководством вршена су пионирска истраживања оптичких и спректралних својстава атома у интензивним светлосним пољима различитих састава. Ове студије су основа квантне електронике и атомске физике. Такође, први је започео нови смер - изучавање процеса узајамног дејства оптичких фреквенција и атома при њиховом судару, који су названи „радијациони судари“, а у том делу и у смеру проучавање узајамног дејства атома са металима и диелектрицима у јаким светлосним пољима. Притом је била откривена нова појава избацивања појединих атома метала са његове површине (фото-атомска емисија).
Организатор је широко познатих свесовјетских а затим и међунаросних конференција „Узајамно дејство јаке радијације с материјом“ (1969-2003).
Био је професор катедре Оптичка физика и савремене природне науке на СПбГУ ИТМО.

## Радови
Алексеј Михајлович је аутор 280 чланака, 3 књиге и има 17 изума.
- Примена електронских цеви у експерименталној физици, Москва, 1956.
- Радио-електроника у експерименталној физици, Москва, 1966.
- Бесконтактни елементи самоприлагодивих система (рус. Бесконтактные элементы самонастраивающихся систем, Бонч-Бруевич А. М., Быков В. Л.), Москва, 1968.

## Награде
Заслужни радник науке и технике РСФСР. Награђен је орденима Отаџбинског рата II степена (1985) и Црвене заставе рада (1971), оредном Дружба (1993) и низом медаља, међу којима медаљу за победу над Немачком (1945). Добитник је Државне награде СССР (1974).
Астероид који је астроном Тамара Михајловна Смирнова открила 1971. у част Алексеју је назвала његовим именом: 12657 Бонч-Брујевич.

## Породица
Отац: Михаил Александрович Бонч-Брујевич, совјетски инжењер, пионир совјетске радио-технике, дописни члан АН СССР.